# RZ Cassiopeiae
RZ Cassiopeiae (RZ Cas / HIP 13133) és un estel variable a la constel·lació de Cassiopea. De magnitud aparent mitjana +6,26, s'hi troba a 213 anys llum del sistema Solar.

## Característiques de les components
RZ Cassiopeiae és, en primera instància, un estel binari el període orbital del qual és de només 1,19525 dies. Constitueix una «binària semidesprenguda», cosa que significa que un dels estels plena el seu lòbul de Roche, perdent matèria que cau cap al seu company. La component principal del sistema és un estel blanc de la seqüència principal de tipus espectral A3Vv. Similar a Denebola (β Leonis), té una temperatura efectiva de 8.600 K. La seva lluminositat és 17 vegades major que la del Sol i el seu radi és un 51% més gran que el radi solar. Gira sobre si mateixa amb una velocitat de rotació projectada —límit inferior de la mateixa— de 76 km/s. La seva massa duplica la massa solar.
Per la seva banda, l'estel acompanyant és una subgegant de tipus K0IV amb una temperatura de 5.120 K aproximadament. La seva lluminositat és un 90 % superior a la lluminositat solar, sent el seu radi gairebé el doble que el del Sol. No obstant això, la seva massa suposa només el 70% de la massa solar.
La binària RZ Cassiopeiae té dues companyes estel·lars més. La més allunyada, denominada HIP 13133 C, està separada visualment 6,6 segons d'arc; té una lluentor 1,9 magnituds menor que el de la binària. El quart estel, HIP 13133 D, està separat només 3,87 segons d'arc de la binària i és molt més tènue, sent la seva lluentor 9,4 magnituds inferior al de la binària. El sistema pot tenir una edat de 13,0 ± 3,7 milions d'anys.

## Variabilitat
A causa que el pla orbital està inclinat 82º respecte al pla del cel, RZ Cassiopeiae és una variable eclipsant semblant a Algol (β Persei) o a ζ Phoenicis. En l'eclipsi principal la seva lluentor disminueix 1,54 magnituds quan la component més tènue i freda intercepta la llum de la seva companya, mentre que en l'eclipsi secundari la lluentor decau només 0,08 magnituds. És un estel molt brillant en rajos X, sent la seva lluminositat en aquesta regió de l'espectre de 2772 ×1020 W, comparable a la de β Crateris o RS Chamaeleontis, aquesta última també binària eclipsant. Finalment, cal assenyalar que el sistema és una radioestrella.
La primària del sistema —l'estel A3V— és també una variable Delta Scuti. El seu període de pulsació és de 0,0116 dies i s'ha observat que l'amplitud de la variació deguda a les polsacions varia de forma notable d'un any a un altre. Hom pensa que la transferència de massa de la component més freda a la més calenta pot ser responsable d'aquest peculiar comportament.